# Manuel Rocamora i Rivera
Manuel Rocamora i Rivera (Barcelona, 29 de setembre de 1863 — Barcelona, 1948) va ser un escriptor i advocat català.

## Biografia
Fill de pares reusencs, tornà a aquesta ciutat amb tres anys i hi feu el batxillerat. En la seva joventut va ser secretari de l'Associació Catalanista de Reus. Com a advocat fou procurador dels tribunals. Va ser membre de la Unió Catalanista i altres entitats. Va ser redactor de La Renaixença i de La Veu de Catalunya i dirigí La Barretina, un setmanari humorístic aparegut el 1892. Col·laborà a diverses publicacions, com ara L'Arc de Sant Martí, Joventut i Catalunya Artística, i també a publicacions reusenques, La Veu del Camp i Lo Somatent. Quan estudiava lleis a Barcelona va ser un dels fundadors del Centre Escolar Catalanista i més tard formà part del grup que va iniciar de l'Orfeó Català. És autor de novel·les, quadres de costums, poesia i obres teatrals. Segons l'erudit reusenc Joaquim Santasusagna, la poesia de Rocamora és fàcil, i el seu llenguatge poètic més aviat es pot qualificar de llenguatge rimat, i amb poques ratlles, a l'estil del lied. Segueix Santasusagna dient que Rocamora ha estat l'únic autor que d'una manera seriosa i científica ha intentat incorporar a la seva obra el lèxic del Camp, especialment els mots peculiars de Reus i els seus modismes, a la llengua literària comú. Els treballs en prosa publicats són Postes de sol, un recull de quadres o narracions, i Vergonya, una novel·la breu. Les narracions són escrites sense gaires complicacions en l'acció, amb el to de publicacions per a un periòdic infantil. Suscita interès en allò que explica i, en algunes narracions on introdueix el misteri i l'element sobrenatural, el resultat és bo. Vergonya va guanyar un accèssit en un concurs de novel·les que va convocar la "Biblioteca Popular de L'Avenç". És més aviat un conte llarg, una successió de quadres de costums reusenques, i on utilitza el lèxic que és habitual en aquesta part del Camp de Tarragona. Les seves peces de teatre van dirigides als infants, i tenen aquella ingenuïtat, barrejada de sentimentalisme, que a Catalunya es va fer típica en la literatura destinada a les criatures. Rocamora es casà el 1905 a Camprodon amb Maria Dolors Cuatrecasas i Genís, neboda de l'escriptor de Vic Martí Genís i Aguilar, que el posà en relació amb els poetes i escriptors de la comarca i tota la gent de l'esbart de la Font del Desmai. Les seves relacions més constants van ser amb el canonge Collell. Després del seu casament, Rocamora ja no va tornar a Reus, primer per la seva feina a Barcelona, i després, com diu en un escrit, "pel temor de rompre l'encís dels records llunyans de la meva ciutat".
Una altra obra seva, La Dama de Reus, glosa una vella i bella cançó popular, el "Capitel·lo", ambientada en els fets turbulents de la guerra dels Segadors contra Felip IV que van culminar al Baix Camp amb la batalla de Cambrils. Estrenada amb èxit el 1893, els seus amics li van oferir un homenatge, i quan li van preguntar el nom de la seva dama, va donar el de la seva mare, Manuela Rivera, que residia a Reus. Els amics van decidir ofrenar-li un pergamí cal·ligrafiat per Francesc Flos, de regust modernista, i entre les signatures de l'ofrena hi destaquen les de Narcís Verdaguer, Lluís Duran i Ventosa, Manuel Folguera, Josep Puig i Cadafalch i Antoni Aulèstia. Recollint l'essència de l'obra, Ambrosi Carrion en va fer una versió el 1949.
Va ser secretari dels Jocs Florals de Barcelona el 1894. També hi va participar diverses vegades i hi va guanyar tres accèssits. Va escriure diverses obres de teatre per a infants, algunes publicades, i deixà inèdits altres escrits.

## Obra literària

### Novel·la
- Vergonya: narració de costums reusencs. Barcelona: l'Avenç, 1905. (Amb una reimpressió feta per l'Associació d'Estudis Reusencs el 1956)

### Dietaris
- Dietari del cor (inèdit, mecanografiat. Barcelona, entre 1906 i 1942). Disponible a la Biblioteca Pública Episcopal del Seminari de Barcelona.
- De vida ingénua: (Familiars): qué vols esser y perqué? (inèdit, mecanografia. Barcelona, febrer de 1941?). Disponible a la Biblioteca Pública Episcopal del Seminari de Barcelona.

### Poesia
- Joguinas. Barcelona: Biblioteca Popular Catalana, 1893.
- De tota mena: aplech de poesias d'en Manel Rocamora. Barcelona: Biblioteca de l'Atlàntida, 1898. (Reimpresa el 1901).
- Al Orfeó Catalá [manuscrit] (Barcelona, 1901).
- Polidesa: reglas en vers. Barcelona: Bagunyà, 1911 (Hi ha una 2a edició, corregida i augmentada, no publicada, mecanografiada i amb anotacions de l'autor, que es pot trobar a la Biblioteca Pública Episcopal del Seminari de Barcelona).
- Els Sega-vides: al benemèrit Sometent Armat de Catalunya. Barcelona: Farré i Asensio, 1919.
- Branquillóns (inèdit, mecanografiat. Barcelona, entre 1919 i 1932). Disponible a la Biblioteca Pública Episcopal del Seminari de Barcelona.
- Poemet d'istiu: remembrançes de la festa-major de Lloret de Mar (inèdit, mecanografiat. Barcelona, 1923). Disponible a la Biblioteca Pública Episcopal del Seminari de Barcelona.
- Atzeroles (inèdit, mecanografiat. Barcelona, entre 1923 i 1938). Disponible a la Biblioteca Pública Episcopal del Seminari de Barcelona.
- Colps d'ala (inèdit, mecanografiat. Barcelona, entre 1923 i 1948). Disponible a la Biblioteca Pública Episcopal del Seminari de Barcelona.
- Llar encesa (inèdit, mecanografiat. Entre 1900 i 1948). Disponible a la Biblioteca Pública Episcopal del Seminari de Barcelona.
- Arrán de terra: poesies (inèdit, mecanografiat. Vich, 29-IX-1938). Disponible a la Biblioteca Pública Episcopal del Seminari de Barcelona.
- Per damunt dels núvols: cantant, volant y al Cel guaytant (inèdit, mecanografiat. Barcelona, 1941?). Disponible a la Biblioteca Pública Episcopal del Seminari de Barcelona.

### Quadres de costums
- Postas de sol. Barcelona: estampa de Francesch Cuesta, 1903.

### Obres teatrals
- La morta-viva: rondalla en tres actes y en vers, ab ilustracions musicals sobre motius populars (inèdit, mecanografiat, Barcelona, entre 1900 i 1948). Disponible a la Biblioteca Pública Episcopal del Seminari de Barcelona.
- Nines i ninots: quadro impresionista en un acte (inèdit, mecanografiat. Barcelona, entre 1900 i 1948). Disponible a la Biblioteca Pública Episcopal del Seminari de Barcelona.
- Cara y creu : tragicomedia en dos actes o quadros, per a noys, ab ilustracions musicals (2a edició, inèdit. Barcelona, entre 1900 i 1948). Disponible a la Biblioteca Pública Episcopal del Seminari de Barcelona.
- La pomera dels noys: idili en un acte y en prosa. Barcelona : Ilustració Catalana, [191-?] (Lectura popular. Biblioteca d'autors catalans ; 135)
- La Dama de Reus: drama en tres actes. Barcelona: Lo Teatro Regional, 1894. (Hi ha una altra edició: Barcelona : Llibrería Científich-literaria Joseph Agustí, 1911)
- D'Angel a Santa : carta diálech en un acte y en vers, pera teatre d'infants (Barcelona: Editorial Barcelonesa, 1916). A la Biblioteca Pública Episcopal del Seminari de Barcelona hi ha el manuscrit original de l'obra.
- Via Fora, lladres!: quadro dramátich en prosa. Barcelona: Impremta l'Atlántida, 1899. (Reimprès el 1920)
- ¡Afrancesat! : monòlech tràgich. Barcelona: Lo Teatro Regional, 1899 (Biblioteca de Lo teatro regional ; 142)
- La Bruixa del Gorch-Blau : rondalla en vers, pera teatre d'infants, dividida en dos actes, premiada en els Jochs Florals celebrats a Sans l'any passat. Barcelona : Imp. Castillo, 1913 (Biblioteca de "Els Follets")
- Ànima d'argent: monóleg per infants (mecanografiat. Barcelona, 1920). Disponible a la Biblioteca Pública Episcopal del Seminari de Barcelona
- La caputxeta blanca: comèdia en dos actes (o be un, partit en dos quadros). Barcelona : L'Escon, 1921 (Biblioteca L'Escon ; 113)
- Cóm estimen les mares : visió dramática en un acte. Barcelona : L'Escon, 1921 (Biblioteca L'Escon ; 112)